# Фастовець Сергій Никифорович
Сергій Никифорович Фастовець  — український радянський партійний діяч, секретар Миколаївського обласного комітету КП(б)У, 1-й заступник голови Полтавського облвиконкому.

## Біографія
Освіта вища. Член ВКП(б).
На 1940—1941 роки — заступник завідувача сільськогосподарського відділу Полтавського обласного комітету КП(б)У.
З березня 1944 по червень 1947 року — завідувач сільськогосподарського відділу Полтавського обласного комітету КП(б)У.
У червні (затв.) 1947 — 1951 року — 3-й секретар Миколаївського обласного комітету КП(б)У.
19 грудня 1951 — 1952 року — 1-й заступник голови виконавчого комітету Полтавської обласної ради депутатів трудящих.
Подальша доля невідома.

## Нагороди
- орден Трудового Червоного Прапора (23.01.1948)
- медалі